# NGC 5977
NGC 5977 est une vaste galaxie lenticulaire barrée située dans la constellation du Serpent. Sa vitesse par rapport au fond diffus cosmologique est de 8 207 ± 9 km/s, ce qui correspond à une distance de Hubble de 121,0 ± 8,5 Mpc (∼395 millions d'al). NGC 5977 a été découverte par l'astronome français Édouard Stephan en 1880.